# Montriond
Montriond település Franciaországban, Haute-Savoie megyében. Lakosainak száma 956 fő (2022. január 1.). Montriond Abondance, Essert-Romand, Morzine és Saint-Jean-d’Aulps községekkel határos.

## Népesség
A település népességének változása:
| Lakosok száma | 893  | 902  | 931  | 905  | 918  | 939  | 944  | 950  | 956  |
|               | 2013 | 2015 | 2016 | 2017 | 2018 | 2019 | 2020 | 2021 | 2022 |